# Сидорова, Марина Юрьевна
Мари́на Ю́рьевна Си́дорова (литературный псевдоним — Сильва Плэт; род. 28 декабря 1968) — российский лингвист, доктор филологических наук, профессор кафедры русского языка МГУ, лауреат премии имени А. А. Шахматова (2003).
В 1990 году — окончила филологический факультет МГУ.
Научный руководитель дипломной работы и кандидатской диссертации — Г. А. Золотова.
- Тема дипломной работы — «Функционально-семантические свойства предикатов на -о»
- Тема кандидатской диссертации — «Функционально-семантическая классификация имён прилагательных в современном русском языке»
- Тема докторской диссертации — «Грамматическое единство художественного текста» (2001)

Сфера научных интересов — коммуникативная грамматика русского языка, лингвистический анализ текста, история русской филологической науки, стилистика и культура речи, Интернет-лингвистика.

## Публикации
Автор и соавтор учебных материалов:
- «Современный русский язык. Морфология» и «Современный русский язык. Синтаксис»
- сборник упражнений к «Коммуникативной грамматике русского языка» (МГУ, 2002)
- программа университетских курсов «Основы стилистики и культуры речи» (УРАО, 2001)
- «Русский язык как общеобразовательная дисциплина» (УРАО, 2002)
- «Грамматические категории имени и глагола в тексте» (УРАО, 2004)
- соавтор программ университетских курсов «Синтаксис русского языка» (в соавторстве с Г. А. Золотовой, Н. К. Онипенко)
- «Русский язык и культура речи для нефилологов» (в соавторстве с О. Н. Григорьевой, О. В. Кукушкиной, Е. И. Литневской)

На филологическом факультете МГУ прочитаны спецкурсы:
- «Из истории русской грамматической мысли»
- «Модели восприятия и языковые модели»
- «Грамматический анализ художественного текста»
- «Теория и практика культуры русской речи»
- «Русист в современной коммуникации»

Автор и соавтор монографий:
- «Грамматика художественного текста» (2000)
- «Интернет-лингвистика: вымышленные языки» (2006)
- «Интернет-лингвистика. Русский язык: межличностное общение» (2006)

Художественные произведения (под псевдонимом «Сильва Плэт»):
- Сильва Плэт. Сложенный веер. — М.: Грифон, 2011 г. — 608 с. — ISBN 978-5-98862-075-4

## Награды
- Премия имени А. А. Шахматова (совместно с Г. А. Золотовой, Н. К. Онипенко, за 2003 год) — за монографию «Коммуникативная грамматика русского языка»